# Tono
Tōno (遠野市; -shi) é uma cidade japonesa localizada na província de Iwate.
Em 2005 a cidade tinha uma população estimada em 32 346 habitantes e uma densidade populacional de 41,07 h/km². Tem uma área total de 660,38 km².
Recebeu o estatuto de cidade a 1 de Dezembro de 1954.

## Cidades-irmãs
- Salerno, Itália
- Mitaka, Japão
- Musashino, Japão
- Kikuchi, Japão